# アラック

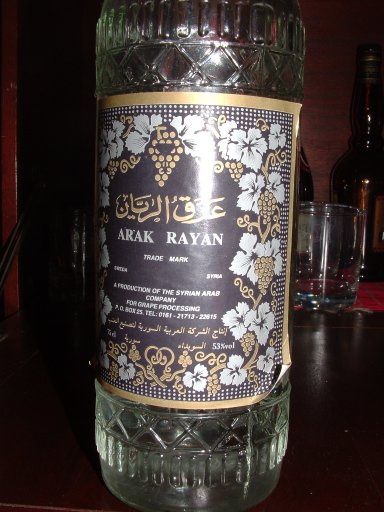
シリアのアラック（アラック・ラヤン）のボトル

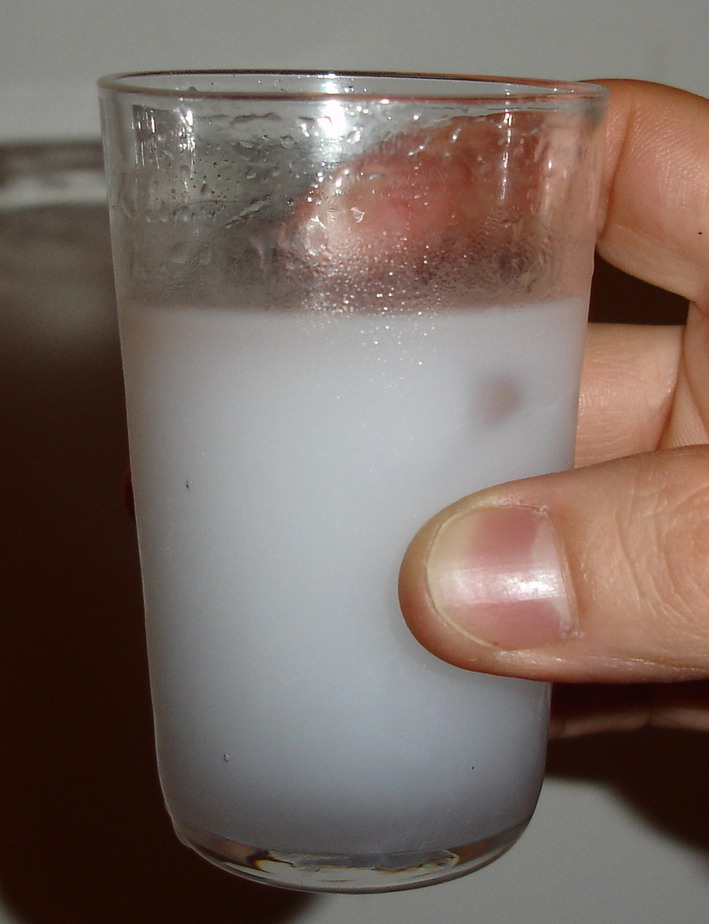
水が混ざり白濁したアラック

アラック（アラビア語: عرق, ʿaraq, アラク）は、中近東、特にイラク、シリア、パレスチナ、レバノンを中心とし、エジプトやスーダンのような北アフリカ地方などでも伝統的につくられてきた蒸留酒。香りづけにアニスが使われることが多く、水を加えるとアルコールに溶解したアニスの精油が白濁した色となって現れる特徴がある。

## 概要
アラック（アラビア語: عرق、ʿaraq）の名称はアラビア語起源である。アラビア語ではアラクと発音されるが、日本語のカタカナ表記ではアラックと書かれることも多い。
アラビア語のようなセム語派の言語には子音部分が語根となり、母音部分が入れ替わることで意味の派生が起きる特徴がある。 ʿaraq の語根 ʿ-r- q には「汗がにじみ出ること」「少量の水」の意味があり、もともと ʿaraq 単体で蒸留や蒸留物を指していたと思われる。ここから派生した「酒に水を少々混ぜる」を意味する動詞が ʿarraqa（عَرَّقَ, アッラカ）または taʿarraqa（تَعَرَّقَ, タアッラカ）で、アラックの名称はここに由来する。
トルコ語ではアラックから派生したラクの名で呼び、ギリシャ語では同系統の蒸留酒をウーゾと称す。英語では arrack 、 arak 、スペイン語では arac 、 erraca 、ポルトガル語では araca 、 araque 、 orraca 、 rac と綴る。1330年に元朝の飲膳太医・忽思慧が著した料理書『飲膳正要』第三巻「酒」に「阿剌吉酒」という「回方」（イスラーム世界）からもたらされた蒸留酒が紹介されている。これは「アラック」の漢語音写であり、13 - 14世紀には名称を含めてモンゴル高原や華北に伝来し、広く愛飲されていた。モンゴルでは家畜乳や穀物由来の蒸留酒アルヒ（архи）として現在に受け継がれている。これが日本には既に江戸時代に長崎経由で輸入されており、阿剌吉、阿剌基と書いて「あらき」と呼んだ。

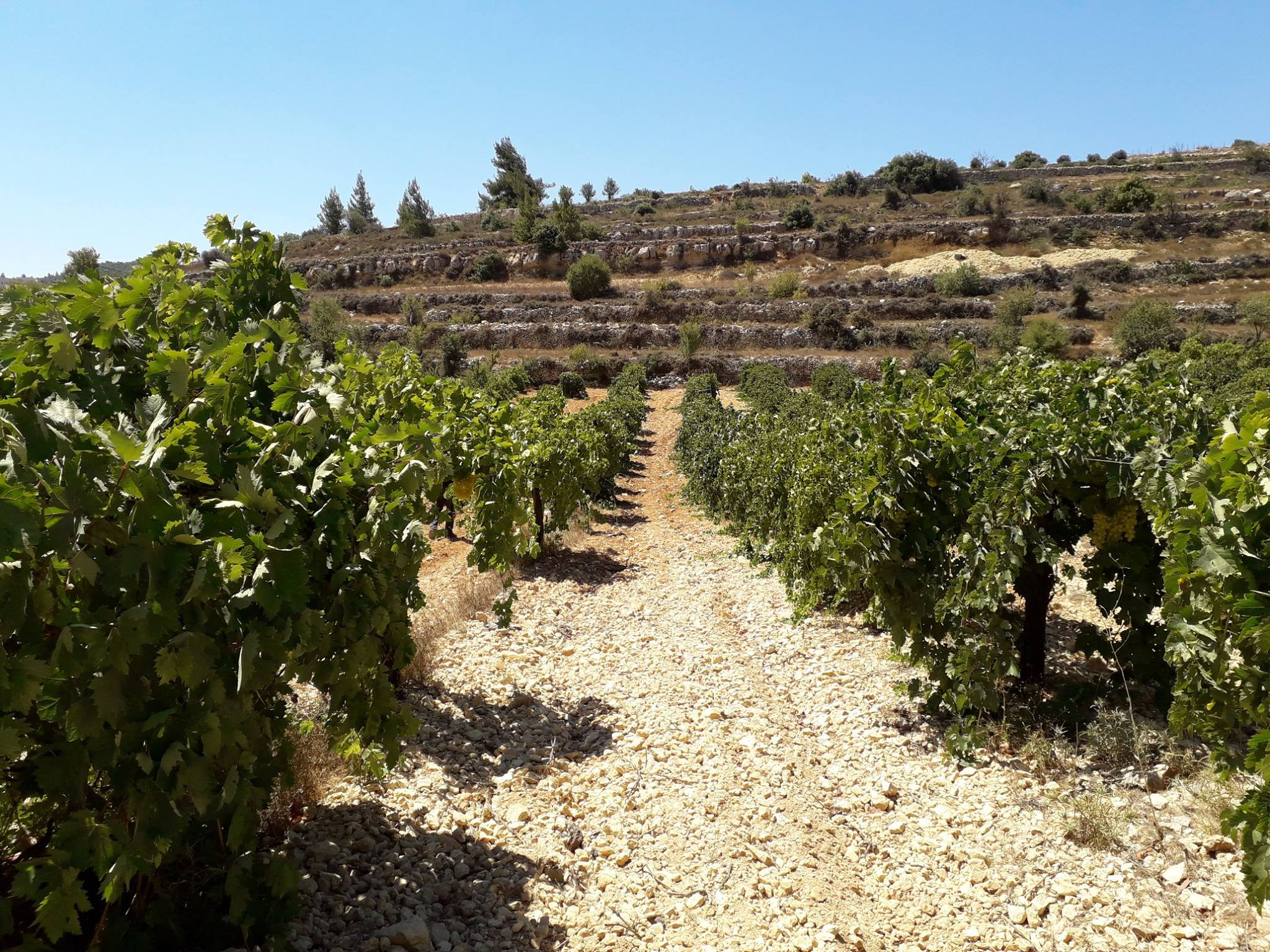
パレスチナのアラック（Arak Muaddi）に使われるブドウ園

もともとはナツメヤシやブドウといった中近東乾燥地帯原産の糖度の高い果実を醗酵させてから蒸留した酒であるが、イスラム文化の拡大とともに中近東の蒸留技術が各地に伝播し、その土地の伝統的なさまざまな醸造酒を蒸留して地域色豊かなアラックがつくられるようになった。例えばインドやスリランカ、マレーシアなどでは、米から作られた醸造酒や、ヤシの花穂を切断して採取した樹液を醗酵させたヤシ酒を蒸留し、アラックをつくる（en:Arrackを参照）。ヨーロッパにも伝えられ、フランス王家のブルボン家では、サトウキビを原料としたアラックをつくっていた。アラック、あるいはアラック系統の蒸留酒の中には、ニガヨモギなどのハーブ類を醸造時、あるいは蒸留時などに加えて香りをつけるもの（アブサンなど）もある。
アルコール濃度は、加糖してある低品質のものでは10%以下、高品質の濃いものになると60%近くにもなる。
アルコール度の高いものは氷を入れずに水で割って飲まれる。アラックそのものは無色透明だが、水で割ると非水溶成分が析出して白濁するため、「獅子の乳」の別名がある。メゼという軽食をつまみながら飲むことが多い。
あまり水を加えすぎて重たく白濁すると、いっしょに飲んでいる相手が縁起をかついで敬遠する、という習慣を持つ地方もある（ブルガリアなど）。

## 注意
かつては宗教的儀式の際にリューマチや喘息を治癒すると信じられて使用されていたうえ、2009年にはバリ島でメタノールが混入したアラックを飲んだことによって23人が死亡する事故が発生したため、在デンパサール日本国総領事館が在留邦人への注意の旨を公式サイトに載せていた。